# Milan Brglez
Milan Brglez (Liubliana, 1 de septiembre de 1967) es un politólogo y político esloveno que ejerce como miembro del Parlamento Europeo por Eslovenia desde 2019. Anteriormente fue presidente de la Asamblea Nacional de Eslovenia. Es miembro de los Socialdemócratas, parte del Partido de los Socialistas Europeos.
Brglez fue el candidato presidencial de los Socialdemócratas y el Movimiento Libertad para las elecciones presidenciales de 2022.

## Educación
Brglez se graduó en ciencias políticas en la Facultad de Ciencias Sociales, Políticas y Periodismo de la Universidad de Liubliana y completó su maestría en derecho internacional en la Facultad de Derecho de la Universidad de Liubliana. También posee un doctorado en relaciones internacionales.

## Carrera política

### Carrera en la política nacional
En 2014, Brglez ingresó a la política nacional cuando se unió al recién creado Partido de Miro Cerar (SMC, en 2015 rebautizado como Partido Moderno del Centro). Se desempeñó como vicepresidente del partido. En las elecciones parlamentarias de julio de 2014, Brglez fue elegido miembro de la Asamblea Nacional, donde SMC obtuvo la mayoría absoluta con 36 de los 90 escaños. El 1 de agosto fue elegido presidente de la Asamblea Nacional, sucediendo así a Janko Veber de los Socialdemócratas.
En las elecciones de 2018, Brglez fue reelegido miembro de la Asamblea Nacional con el partido SMC. Sin embargo, luego de algunos desacuerdos con los funcionarios del partido, Brglez anunció el 26 de junio de 2018 que había sido expulsado del partido. La decisión oficial sobre su exclusión aún no se ha dado hasta la fecha. En noviembre de 2018 se unió a los socialdemócratas.
De 2018 a 2019 fue vicepresidente de la Comisión de Asuntos de la Unión Europea y miembro de la Comisión de Política Exterior y de la Comisión de Educación, Ciencia, Deporte y Juventud.

### Miembro del Parlamento Europeo
Después de las elecciones europeas de mayo de 2019, Brglez se convirtió en miembro del Parlamento Europeo por Eslovenia en la lista de Socialdemócratas. Es miembro de la Comisión de Empleo y Asuntos Sociales y miembro suplente de la de Medio Ambiente, Salud Pública y Seguridad Alimentaria. Además de sus tareas en comités, forma parte del Intergrupo del Parlamento Europeo sobre Derechos LGBT.